# Euproctis poliocerca
Euproctis poliocerca är en fjärilsart som beskrevs av Collenette 1930. Euproctis poliocerca ingår i släktet Euproctis och familjen tofsspinnare. Inga underarter finns listade i Catalogue of Life.